# Union-Castle Line
Die Union-Castle Line, kurz UC, war eine britische Reederei mit Hauptsitz in London. Das Unternehmen betrieb bis 1982 einen erfolgreichen Liniendienst für Reisende, Fracht und Post zwischen Großbritannien und Südafrika.

## Geschichte

### 1900 bis 1918
Die Union-Castle Mail Steamship Company Ltd. (UC) entstand 1900 durch Fusion der Reedereien Union Steamship Company Ltd. (gegründet 1857) und Castle Mail Packet Company Ltd. (gegründet 1862). Die beiden Reedereien waren jahrelang harte Konkurrenten auf der Südafrika-Route, bevor sie sich zusammenschlossen. Die neue Gesellschaft übernahm die Tradition der Castle Line, alle Schiffe nach einem Schloss zu benennen. Ein roter Schornstein mit schwarzer Kappe sowie ein im sanften Lila gestrichener Rumpf wurden zum äußeren Markenzeichen der Schiffe.
Auf der Linie nach Südafrika wurden zunächst die Häfen von London/Southampton-Madeira und Kapstadt angelaufen, im Laufe der Zeit wurden auch die südafrikanischen Hafenstädte Durban, Port Elizabeth und East London im Liniendienst angelaufen. Ebenso bestand eine Frachtverbindung zwischen Kapstadt und New York. 1910 eröffnete Union-Castle einen Rund-um-Afrika-Liniendienst, der von London nach Kapstadt und über dem Sueskanal zurück nach Großbritannien führte, ein anderer Dienst führte nur bis Ostafrika.
Die Schiffe der Reederei waren meist Passagierschiffe, allerdings mit einer großen Frachtkapazität. Durch den Konkurrenzkampf zwischen der Union Line und der Castle Line hatten die Schiffe schon in den 1890er Jahren eine beträchtliche Tonnagesteigerung erfahren. Kurz vor der Jahrhundertwende hatte die Union Line die ersten 10.000-Tonner in Dienst gestellt. Aufgrund der Postverträge bestand ein natürliches Bedürfnis nach schnellen Schiffen, wobei jedoch die wirtschaftlichen Gesichtspunkte nicht außer Acht bleiben durften. Die Südafrika-Linie stand der Transatlantik-Route damals in ihrer Bedeutung nur unwesentlich nach.
1912 wurde die Union-Castle Line durch Owen Philipps, Lord Kylsant, aufgekauft und dem Royal-Mail-Imperium angeschlossen.
Während des Ersten Weltkrieges waren eine Vielzahl von UC-Schiffen als Hilfskreuzer, Truppentransporter oder Lazarettschiffe eingesetzt. Sehr viele gingen verloren, der Untergang der Llandovery Castle, 1918 im Ärmelkanal vor Fastnet, war jedoch der tragischste. Das Schiff war als Lazarettschiff eingesetzt und gekennzeichnet, als es torpediert wurde und mit 234 Menschen unterging.

### 1918 bis 1945
Nach dem Krieg wurde sofort damit begonnen, die entstandenen Verluste durch Neubauten auszugleichen und 1919 wurde Bullard Kings Natal Direct Line aufgekauft. 1921 nahmen die mit über 19.000 BRT vermessenen Schwesterschiffe Windsor Castle und Arundel Castle den Betrieb auf. Die beiden Schiffe waren die einzigen außerhalb der Transatlantik-Route eingesetzten 4-Schornsteiner. 1926 ging mit der 20.122 BRT vermessenen Carnarvon Castle das erste Schiff der Reederei mit Dieselantrieb in Dienst.
1931 ging die Muttergesellschaft der UC, die Royal Mail Line, in Konkurs. Da die Union-Castle-Dienste wichtig waren und ein Fortbestehen der Linie auch im Interesse der britischen Regierung war, wurde die Reederei nicht aufgelöst. Die Aktien wurden in eine Art Treuhänderschaft übertragen und durch eine Investoren-Gruppe Stück für Stück zurückgekauft, womit die Reederei wieder ein zu 100 % eigenständiges Unternehmen wurde.
In den 1930er Jahren musste ein weiteres Neubauprogramm umgesetzt werden, da die Regierung die Eckdaten für die Postbeförderung von 16 Tagen auf eine 14-tägige Überfahrt gekürzt hatte, wofür eine Geschwindigkeit von 20 Knoten erforderlich war. Ergebnis dieses Programms waren die Schiffe Athlone Castle, Stirling Castle und Capetown Castle mit je 25.564 BRT, die zwischen 1934 und 1936 den Betrieb aufnahmen.
Während des Zweiten Weltkrieges waren wieder fast alle UC-Schiffe als Truppentransporter im Einsatz für Großbritannien. Sie fuhren unter anderen in speziellen Truppentransport-Geleitzügen wie den WS-Geleitzügen. Im Verlauf des Krieges gingen viele verloren. Das Szenario des Ersten Weltkrieges wiederholte sich und bei Kriegsende wurden zum Ausgleich der Verluste wieder Neubauten in Auftrag gegeben.

### 1945 bis 1982
Auch auf der Südafrika-Route machte sich das Flugzeug ab den 1950er Jahren zunehmend als Konkurrent bemerkbar. Die Bedingungen für die Postbeförderung wurden weiter verschärft, erst wurde die Dauer für die Überfahrt auf 13, später auf 11 Tage gesenkt. Dies machte weitere Neubauten erforderlich und viele ältere Schiffe verschwanden.

1949 wurde die King Line durch Union-Castle aufgekauft und 1956 fusionierte UC mit der Clan Line zur British & Commonwealth Shipping Co. Ltd. (B&C). Während der 1950er Jahre stellte die Reederei die größten Schiffe in Dienst, die je für sie fahren sollten – 1958 Pendennis Castle (28.582 BRT), 1960 Windsor Castle (37.640 BRT) und 1961 Transvaal Castle (32.697 BRT) – alle waren Turbinendampfer, um den schnelleren Liniendienst bewältigen zu können. Mit der südafrikanischen Reederei South African Marine Corporation (Safmarine) entwickelte sich eine besondere Partnerschaft, beide Unternehmen agierten zeitweise wie ein einziges.
Flugzeug und Container griffen zunehmend die Existenzgrundlagen einer Postreederei an und 1977 wurden die Passagierdienste ganz eingestellt, die Frachtdienste wurden aber noch weiter betrieben. 1982 wurden die letzten Schiffe von B&C verkauft und das Unternehmen widmete sich anderen Geschäftsfeldern, die Reedereien Union-Castle Line und Clan Line hörten damit auf, als aktive Firmen zu bestehen.

## Wissenswertes
Der spätere Polarforscher Ernest Shackleton war zwischen 1898 und 1901 Angestellter der Union-Castle Line und diente als Offizier auf den Schiffen Tantallon Castle, Tintagel Castle, Gaika und Carisbrooke Castle.

## Passagierschiffe
| Jahr        | Name                   | Tonnage   | Werft                                  | Status/Schicksal |
| 1900        | Saxon                  | 12385 BRT | Harland & Wolff Ltd., Belfast          | 1935 außer Dienst |
| 1900 (1897) | Briton                 | 10248 BRT | Harland & Wolff Ltd., Belfast          | 1897: Union Line / 1900 an UC / 1926 außer Dienst                                                                                        |
| 1900 (1899) | Kildonan Castle        | 9664 BRT  | Fairfield SB & Eng. Co. Ltd., Glasgow  | 1899: Castle Line / 1900 an UC / 1931 außer Dienst                                                                                       |
| 1900 (1899) | Kinfauns Castle        | 9664 BRT  | Fairfield SB & Eng. Co. Ltd., Glasgow  | 1899: Castle Line / 1900 an UC / 1927 außer Dienst                                                                                       |
| 1900 (1898) | Carisbrooke Castle     | 7626 BRT  | Fairfield SB & Eng. Co. Ltd., Glasgow  | 1898: Castle Line / 1900 an UC / 1922 außer Dienst                                                                                       |
| 1900 (1894) | Norman                 | 7537 BRT  | Harland & Wolff Ltd., Belfast          | 1894: Union Line / 1900 an UC / 1926 außer Dienst                                                                                        |
| 1900 (1891) | Scot                   | 6844 BRT  | W. Denny & Bros. Ltd., Dumbarton       | 1891: Union Line / 1900 an UC / 1905 verkauft an Hapag                                                                                   |
| 1900 (1898) | German                 | 6722 BRT  | Harland & Wolff Ltd., Belfast          | 1898: Union Line / 1900 an UC / 1914: Glengorm Castle / 1930 außer Dienst                                                                |
| 1900 (1900) | Galician               | 6757 BRT  | Harland & Wolff Ltd., Belfast          | 1899: Union Line / 1900 an UC / 1914: Glenart Castle / 1918 torpediert                                                                   |
| 1900 (1899) | Galeka                 | 6722 BRT  | Harland & Wolff Ltd., Belfast          | 1899: Union Line / 1900 an UC / 1916 nach Minentreffer gesunken                                                                          |
| 1900 (1896) | Gaika                  | 6287 BRT  | Harland & Wolff Ltd., Belfast          | 1896: Union Line / 1900 an UC / 1928 außer Dienst                                                                                        |
| 1900 (1897) | Gascon                 | 6287 BRT  | Harland & Wolff Ltd., Belfast          | 1897: Union Line / 1900 an UC / 1928 außer Dienst                                                                                        |
| 1900 (1897) | Goorkha                | 6287 BRT  | Harland & Wolff Ltd., Belfast          | 1897: Union Line / 1900 an UC / 1928 außer Dienst                                                                                        |
| 1900 (1898) | Braemar Castle (I)     | 6266 BRT  | Barclay, Curle & Co. Ltd., Glasgow     | 1898: Castle Line / 1900 an UC / 1924 außer Dienst                                                                                       |
| 1900 (1890) | Dunottar Castle        | 5625 BRT  | Fairfield SB & Eng. Co. Ltd., Glasgow  | 1890: Castle Line / 1900 an UC / 1913 verkauft                                                                                           |
| 1900 (1894) | Tantallon Castle       | 5958 BRT  | Fairfield SB & Eng. Co. Ltd., Glasgow  | 1894: Castle Line / 1900 an UC / 1901 bei Kapstadt gesunken                                                                              |
| 1900 (1896) | Tintagel Castle        | 5958 BRT  | Fairfield SB & Eng. Co. Ltd., Glasgow  | 1896: Castle Line / 1900 an UC / 1912 verkauft                                                                                           |
| 1900 (1896) | Dunvegan Castle (I)    | 5958 BRT  | Fairfield SB & Eng. Co. Ltd., Glasgow  | 1896: Castle Line / 1900 an UC / 1923 außer Dienst                                                                                       |
| 1900 (1897) | Avondale Castle        | 5958 BRT  | Fairfield SB & Eng. Co. Ltd., Glasgow  | 1897: Castle Line / 1900 an UC / 1912 verkauft                                                                                           |
| 1900 (1893) | Goth                   | 4917 BRT  | Harland & Wolff Ltd., Belfast          | 1893: Union Line / 1900 an UC / 1913 verkauft                                                                                            |
| 1900 (1893) | Gaul                   | 4917 BRT  | Harland & Wolff Ltd., Belfast          | 1893: Union Line / 1900 an UC / 1906 verkauft                                                                                            |
| 1900 (1893) | Greek                  | 4917 BRT  | Harland & Wolff Ltd., Belfast          | 1893: Union Line / 1900 an UC / 1906 verkauft                                                                                            |
| 1900 (1894) | Guelph                 | 4917 BRT  | Harland & Wolff Ltd., Belfast          | 1894: Union Line / 1900 an UC / 1913 verkauft                                                                                            |
| 1900 (1883) | Mexican                | 4668 BRT  | J. Laing & Co. Ltd., Sunderland        | 1883: Union Line / 1900 an UC / 1900 bei Kapstadt nach Kollision gesunken                                                                |
| 1900 (1881) | Moor                   | 4644 BRT  | Aitken & Mansell Ltd., Glasgow         | 1881: Union Line / 1900 an UC / 1901 verkauft                                                                                            |
| 1900 (1895) | Arundel Castle (I)     | 4595 BRT  | Fairfield SB & Eng. Co. Ltd., Glasgow  | 1895: Castle Line / 1900 an UC / 1905 verkauft                                                                                           |
| 1900 (1897) | Dunolly Castle         | 4588 BRT  | Barclay, Curle & Co. Ltd., Glasgow     | 1897: Castle Line / 1900 an UC / 1905 verkauft                                                                                           |
| 1900 (1897) | Raglan Castle          | 4588 BRT  | Barclay, Curle & Co. Ltd., Glasgow     | 1897: Castle Line / 1900 an UC / 1905 verkauft                                                                                           |
| 1900 (1883) | Pembroke Castle        | 4341 BRT  | Barrows Shipbuilding Co. Ltd., Barrows | 1883: Castle Line / 1900 an UC / 1906 verkauft                                                                                           |
| 1900 (1883) | Norham Castle          | 4341 BRT  | John Elder & Co. Ltd., Glasgow         | 1883: Castle Line / 1900 an UC / 1903 verkauft                                                                                           |
| 1900 (1883) | Roslin Castle          | 4341 BRT  | Barclay, Curle & Co. Ltd., Glasgow     | 1883: Castle Line / 1900 an UC / 1904 verkauft                                                                                           |
| 1900 (1883) | Harwarden Castle       | 4341 BRT  | John Elder & Co. Ltd., Glasgow         | 1883: Castle Line / 1900 an UC / 1904 verkauft                                                                                           |
| 1900 (1890) | Doune Castle           | 4046 BRT  | Barclay, Curle & Co. Ltd., Glasgow     | 1890: Castle Line / 1900 an UC / 1904 verkauft                                                                                           |
| 1901        | York Castle            | 5501 BRT  | Sir J. Laing & Co. Ltd., Sunderland    | 1924 verkauft |
| 1901        | Alnwick Castle         | 5893 BRT  | W. Beardmore & Sons Ltd., Glasgow      | 1917 torpediert und gesunken |
| 1902        | Berwick Castle         | 5893 BRT  | W. Beardmore & Sons Ltd., Glasgow      | 1919 in Mombasa ausgebrannt |
| 1902        | Cawdor Castle          | 6235 BRT  | Barclay, Curle & Co. Ltd., Glasgow     | 1926 auf See verschollen |
| 1902        | Newark Castle          | 6235 BRT  | Barclay, Curle & Co. Ltd., Glasgow     | 1908 gesunken |
| 1902        | Walmer Castle          | 12546 BRT | Harland & Wolff Ltd., Belfast          | 1932 außer Dienst |
| 1903        | Armadale Castle        | 12973 BRT | Fairfield SB & Eng. Co. Ltd., Glasgow  | 1936 außer Dienst |
| 1904        | Kenilworth Castle      | 12974 BRT | Harland & Wolff Ltd., Belfast          | 1936 außer Dienst |
| 1904        | Dover Castle           | 8271 BRT  | Barclay, Curle & Co. Ltd., Glasgow     | 1917 torpediert und gesunken |
| 1904        | Durham Castle          | 8217 BRT  | Fairfield SB & Eng. Co. Ltd., Glasgow  | 1939 verkauft |
| 1904        | Dunluce Castle         | 8114 BRT  | Harland & Wolff Ltd., Belfast          | 1940 verkauft |
| 1910        | Balmoral Castle        | 13361 BRT | Fairfield SB & Eng. Co. Ltd., Glasgow  | 1939 außer Dienst |
| 1910        | Edinburgh Castle (II)  | 13330 BRT | Harland & Wolff Ltd., Belfast          | 1940 verkauft |
| 1910        | Garth Castle           | 7612 BRT  | Barclay, Curle & Co. Ltd., Glasgow     | 1939 außer Dienst |
| 1910        | Grantully Castle       | 7612 BRT  | Barclay, Curle & Co. Ltd., Glasgow     | 1939 außer Dienst |
| 1911        | Galway Castle          | 7988 BRT  | Harland & Wolff Ltd., Belfast          | 1918 bei Plymouth torpediert und gesunken (143 Tote)                                                                                     |
| 1911        | Guildford Castle       | 8036 BRT  | Barclay, Curle & Co. Ltd., Glasgow     | 1933 auf der Elbe nach Kollision gesunken                                                                                                |
| 1911        | Gloucester Castle      | 7999 BRT  | Fairfield SB & Eng. Co. Ltd., Glasgow  | 1942 bei Ascension durch dt. Hilfskreuzer versenkt (93 Tote)                                                                             |
| 1914        | Llanstephan Castle     | 11348 BRT | Fairfield SB & Eng. Co. Ltd., Glasgow  | 1952 außer Dienst |
| 1914        | Llandovery Castle (I)  | 11348 BRT | Barclay, Curle & Co. Ltd., Glasgow     | 1918 als Lazarettschiff im Nordatlantik torpediert und gesunken (234 Tote)                                                               |
| 1917        | Leasowe Castle         | 8106 BRT  | Cammell Laird & Co. Ltd., Birkenhead   | 1918 torpediert und gesunken (92 Tote)                                                                                                   |
| 1921        | Arundel Castle (II)    | 18980 BRT | Harland & Wolff Ltd., Belfast          | 1958 außer Dienst |
| 1921        | Windsor Castle (II)    | 18967 BRT | J. Brown & Co. Ltd., Clydebank         | 1943 bei Algier nach Bombentreffer gesunken                                                                                              |
| 1925        | Llandovery Castle (II) | 10640 BRT | Barclay, Curle & Co. Ltd., Glasgow     | 1953 außer Dienst |
| 1927        | Llandaff Castle        | 10799 BRT | Workman, Clark & Co. Ltd., Belfast     | 1942 vor Mosambik torpediert und gesunken                                                                                                |
| 1929        | Llangibby Castle       | 11951 BRT | Harland & Wolff Ltd., Belfast          | 1954 außer Dienst |
| 1926        | Carnarvon Castle       | 20122 BRT | Harland & Wolff Ltd., Belfast          | 1963 außer Dienst |
| 1930        | Winchester Castle      | 20109 BRT | Harland & Wolff Ltd., Belfast          | 1969 außer Dienst |
| 1930        | Warwick Castle (I)     | 20107 BRT | Harland & Wolff Ltd., Belfast          | 1942 bei Portugal torpediert und gesunken (114 Tote)                                                                                     |
| 1930        | Dunbar Castle          | 10002 BRT | Harland & Wolff Ltd., Belfast          | 1940 bei Ramsgate nach Minentreffer gesunken                                                                                             |
| 1936        | Athlone Castle         | 25564 BRT | Harland & Wolff Ltd., Belfast          | 1965 außer Dienst und verschrottet |
| 1936        | Stirling Castle        | 25564 BRT | Harland & Wolff Ltd., Belfast          | 1966 außer Dienst und verschrottet |
| 1938        | Capetown Castle        | 27002 BRT | Harland & Wolff Ltd., Belfast          | 1967 außer Dienst und verschrottet |
| 1936        | Dunnottar Castle       | 15007 BRT | Harland & Wolff Ltd., Belfast          | 1958 verkauft, 2004 verschrottet |
| 1936        | Dunvegan Castle (II)   | 15007 BRT | Harland & Wolff Ltd., Belfast          | 1940 bei Irland torpediert und gesunken (27 Tote)                                                                                        |
| 1938        | Durban Castle          | 17383 BRT | Harland & Wolff Ltd., Belfast          | 1962 außer Dienst und verschrottet |
| 1939        | Pretoria Castle (I)    | 17383 BRT | Harland & Wolff Ltd., Belfast          | 1942 in einen Geleitflugzeugträger umgebaut, 1946 als Warwick Castle (II) wieder im Passagierdienst / 1962 außer Dienst und verschrottet |
| 1947        | Edinburgh Castle (II)  | 28705 BRT | Harland & Wolff Ltd., Belfast          | 1976 außer Dienst und verschrottet |
| 1948        | Pretoria Castle (II)   | 28705 BRT | Harland & Wolff Ltd., Belfast          | 1975 außer Dienst und verschrottet |
| 1950        | Bloemfontein Castle    | 18400 BRT | Harland & Wolff Ltd., Belfast          | 1959 verkauft, 1987 verschrottet |
| 1951        | Kenya Castle           | 17041 BRT | Harland & Wolff Ltd., Belfast          | 1967 verkauft, 2001 verschrottet |
| 1951        | Rhodesia Castle        | 17041 BRT | Harland & Wolff Ltd., Belfast          | 1967 außer Dienst und verschrottet |
| 1952        | Braemar Castle (II)    | 17041 BRT | Harland & Wolff Ltd., Belfast          | 1966 außer Dienst und verschrottet |
| 1958        | Pendennis Castle       | 28582 BRT | Harland & Wolff Ltd., Belfast          | 1976 verkauft, 1980 verschrottet |
| 1960        | Windsor Castle (II)    | 37640 BRT | Cammell Laird & Co. Ltd., Birkenhead   | 1977 verkauft, 2005 verschrottet |
| 1961        | Transvaal Castle       | 32697 BRT | J. Brown & Co. Ltd., Clydebank         | 1977 an Carnival Cruise Lines verkauft und in Festivale umbenannt, 2003 verschrottet                                                     |
| 1964 (1956) | Reina del Mar          | 20501 BRT | Harland & Wolff Ltd., Belfast          | gebaut für die Pacific Steam Navigation Company, 1964 von Union-Castle gechartert, 1973 angekauft, 1975 verschrottet                     |